# Jeseník (distrito)

Jeseník é um distrito da República Checa na região de Olomouc, com uma área de 719 km² com uma população de 42.413 habitantes (2002) e com uma densidade populacional de 59 hab/km².

## Cidades
- Bělá pod Pradědem
- Bernartice
- Bílá Voda
- Černá Voda
- Česká Ves
- Hradec-Nová Ves
- Javorník
- Jeseník
- Kobylá nad Vidnavkou
- Lipová-lázně
- Mikulovice
- Ostružná
- Písečná
- Skorošice
- Stará Červená Voda
- Supíkovice
- Uhelná
- Vápenná
- Velká Kraš
- Velké Kunětice
- Vidnava
- Vlčice
- Zlaté Hory
- Žulová